# 三脉野木瓜
三脉野木瓜（学名：Stauntonia trinervia）是木通科野木瓜属的植物，为中国的特有植物。分布于中国大陆的广东等地，生长于海拔350米至500米的地区，见于山谷水旁疏林中。